# 鹿児島県歯科医師会

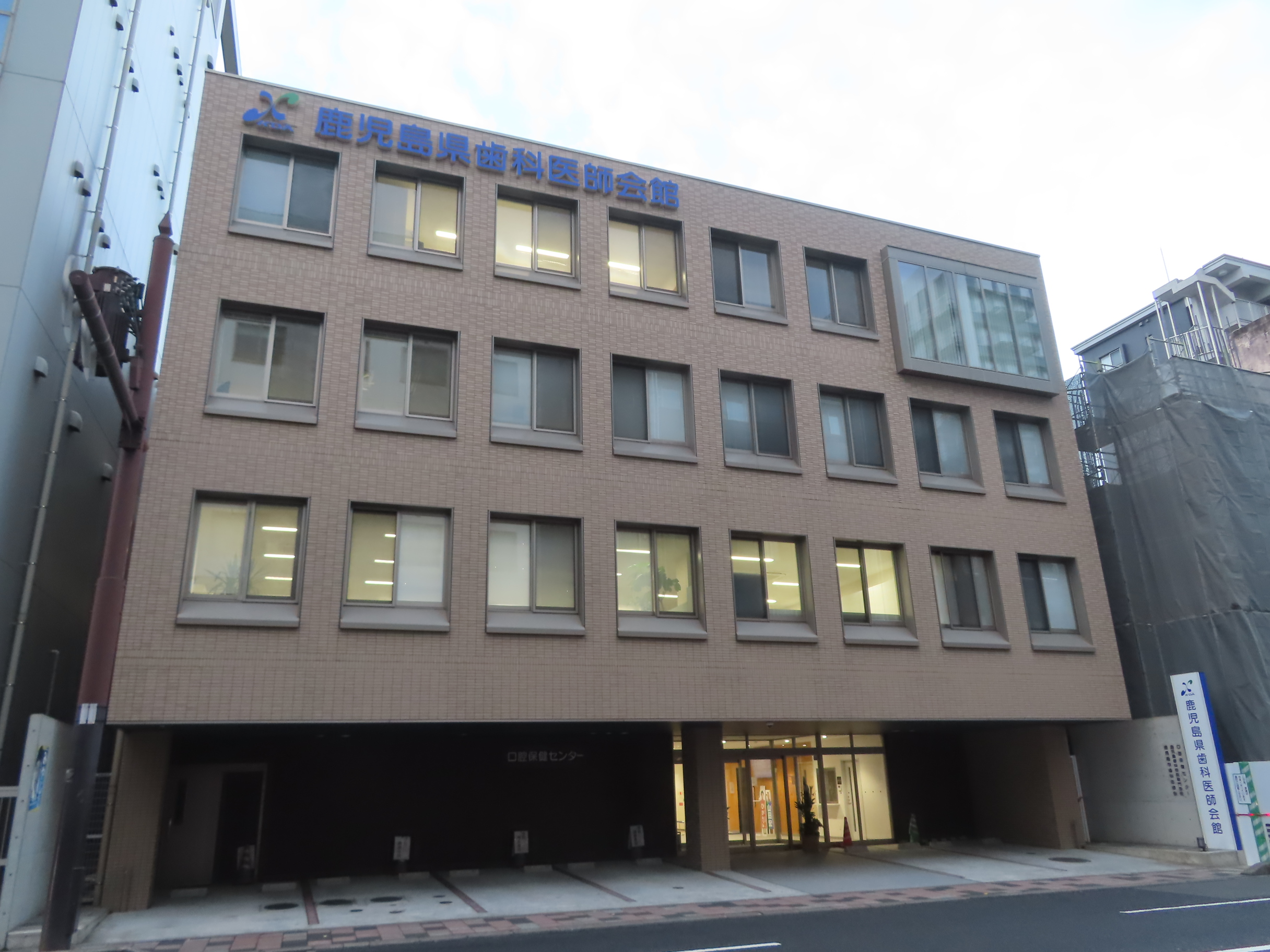
本部（2024年12月）

公益社団法人鹿児島県歯科医師会（かごしまけんしかいしかい 英称 Kagoshima Dental Association）は、鹿児島県知事所管の鹿児島県の歯科医師を会員とする公益法人。

## 本部所在地
- 〒892-0841 鹿児島県鹿児島市照国町13-15北緯31度35分31.8秒 東経130度33分6.1秒 / 北緯31.592167度 東経130.551694度座標: 北緯31度35分31.8秒 東経130度33分6.1秒 / 北緯31.592167度 東経130.551694度

## 郡市歯科医師会
- 鹿児島市歯科医師会
- 指宿市歯科医師会
- 南さつま・川辺市郡歯科医師会
- 枕崎市歯科医師会
- 串木野日置市郡歯科医師会
- 薩摩川内市歯科医師会
- 薩摩郡歯科医師会
- 出水郡歯科医師会
- 大口市歯科医師会
- 姶良郡歯科医師会
- 曽於郡歯科医師会
- 肝付歯科医師会
- 鹿屋市歯科医師会
- 熊毛郡歯科医師会
- 大島郡歯科医師会